# عصام رمضان
عصام رمضان (انگلیسی: Essam Ramadan؛ زادهٔ ۳ نوامبر ۱۹۵۷) بازیکن والیبال اهل مصر بود.